# Окулярник япійський
Окулярник япійський (Zosterops hypolais) — вид горобцеподібних птахів родини окулярникових (Zosteropidae). Ендемік Федеративних Штатів Мікронезії.

## Опис
Довжина птаха становить 10,5 см. Верхня частина тіла зеленувато-сіра. Навколо очей вузькі білі кільця, від дзьоба до очей ідуть сіруваті смуги. Нижня частина тіла жовтувата, боки бліді, сірувато-жовті. Райдужки білі. дзьоб червонувато-коричневий, лапи темно-сірі. Виду не притаманний статевий диморфізм.

## Поширення і екологія
Япійські окулярники мешкають на островах Яп. Вони живуть в різноманітних природних середовищах, зокрема в тропічних лісах і в чагарникових заростях.

## Збереження
МСОП вважає стан збереження цього виду близьким до загрозливого через обмежений ареал. За оцінкою дослідників, популяція япійських окулярників складає близько 86900 птахів.